# Sensible Soccer (seria)
Sensible Soccer – seria gier komputerowych, zręcznościowo-managerskich symulatorów rozgrywek piłki nożnej. Stworzona została przez Sensible Software i wydana na komputery Amiga i Atari ST w 1992.

## Opis
Mecze rozgrywa się boisku na które jest widok z lotu ptaka. Skład zespołów można edytować. Ponadto grę cechuje nieskomplikowany interfejs, a także obsługa.

## Gry w serii
| Tytuł                                                  | Rok wydania | Platformy                                                                                         | Uwagi |
| Sensible Soccer                                        | 1992        | Amiga, DOS, Atari ST, SNES, Game Boy, Sega Mega Drive, Atari Jaguar, Sega Mega CD, Sega Game Gear | ”Standardowa nazwa” dla gier w tej serii. Konsolowe wersje bazują na SS 92/93, ale nazywane są "Sensible Soccer".                                                      |
| Sensible Soccer 92/93 v.1.1                            | 1992        | Amiga, Atari ST                                                                                   | W niewielkim stopniu ulepszona wersja Sensible Soccer, dodano żółte i czerwone kartki.                                                                                 |
| Sensible Soccer International Edition v.1.2            | 1994        | Amiga, Atari ST, Sega Mega Drive, CD32                                                            | Nieco ulepszona wersja z dodatkami. Możliwość rozgrywania turnieju Pucharu Świata, sędziowie na ekranie.                                                               |
| Sensible World Of Soccer (SWOS)                        | 1994        | Amiga, DOS                                                                                        | Zawierała kilka lig oraz tryb kariery (20 sezonów). Zawierała również tytułowa piosenkę "Goal Scoring Superstar Hero" skomponowaną przez Richarda Josepha i Jona Hare. |
| Sensible World of Soccer 95-96                         | 1995        | Amiga, DOS                                                                                        | Ulepszona wersja SWOSa. Główny programista, Chris Chapman nazwał ją wersją, do której dążył.                                                                           |
| Sensible World Of Soccer European Championship Edition | 1995        | Amiga, DOS                                                                                        | Ulepszona wersja (SWOS: European Champion Edition) została wydana kilka tygodni po tej z okazji Mistrzostw Europy Euro'96.                                             |
| Sensible World Of Soccer 96-97                         | 1996        | Amiga, DOS                                                                                        | Zaktualizowane składy. Najprawdopodobniej najpopularniejsza wersja SWOSa w Internecie.                                                                                 |
| Sensible World Of Soccer 97-98                         | 1997        | Amiga, DOS                                                                                        | Zaktualizowane składy. |
| Sensible Soccer 98                                     | 1998        | DOS, Windows                                                                                      | Wersja 3D, o mniejszej popularności niż wcześniejsze wersje. Początkowo miała być wydana jako Sensible Soccer 2000.                                                    |
| Sensible Soccer 98 European Club Edition               | 1999        | Sony PlayStation, Windows                                                                         | Wersja 3D, nowa platforma, zaktualizowane składy. |
| Sensible Soccer Skillz Mobile                          | 2005        | Java                                                                                              | Wersja 2D, stworzona przez Kuju Wireless specjalnie dla telefonów komórkowych.                                                                                         |
| Sensible Soccer 2006                                   | 2006        | Windows, Sony PlayStation 2, Xbox                                                                 | Wersja 3D, pierwsze oryginalne wydanie od 7 lat. |
| Sensible Soccer Skillz                                 | 2006        | Java                                                                                              | |
| Sensible World of Soccer                               | 2007        | Xbox 360                                                                                          | |